# Marion Ortis
Marion Ortis est une arbitre internationale française de basket-ball née le 17 janvier 1992 à Mulhouse.

## Biographie
Marion Ortis est née le 17 janvier 1992 à Mulhouse en Alsace,.
Elle travaille depuis 2011 dans l’entreprise Aléos où elle propose des logements en résidence sociale à des personnes en difficulté, dans la cité du Bollwerk et à Cernay.

## Carrière d'arbitre nationale
Licenciée au BC Berrwiller Staffelfelden en Alsace, Marion Ortis débute l’arbitrage à l’âge de 16 ans.
Elle commence à arbitrer en première division masculine lors de la saison 2017-2018.
Elle arbitre la finale de Ligue féminine 2018 entre le Tango Bourges Basket et le Tarbes Gespe Bigorre.
Le 23 avril 2022, elle arbitre la finale de la Coupe de France féminine qui oppose Basket Landes à Bourges à l’Accor Arena à Paris, aux côtés d’Amel Dahra et Aurore Fizailne.
Le 15 juin 2022, elle officie lors du premier match de la finale opposant l’ASVEL Lyon-Villeurbanne à l’AS Monaco. Elle est la première femme à arbitrer une finale de première division masculine depuis 1921 et la première finale de championnat de France masculin opposant le Stade Français à l’École Polytechnique.

## Carrière d'arbitre internationale

Marion Ortis a arbitré à l'Eurobasket féminin 2021.

Régulièrement désignée pour arbitrer des matchs d’EuroCoupe féminine et d’EuroLigue féminine, Marion Ortis arbitre ses premières finales internationales en 2019. Elle officie en juillet lors de la finale du Championnat d'Europe féminin de basket-ball des moins de 18 ans à Sarajevo en Bosnie-Herzégovine puis en août lors de la finale de l’EuroBasket U16 féminin division B entre la Slovénie et le Portugal à Sofia en Bulgarie,.
En juin 2021, elle arbitre les quatre matches de préparation au Championnat d'Europe féminin effectués à Mulhouse par l’équipe de France féminine. Âgée de seulement 29 ans, elle est sélectionnée pour participer à l’Euro féminin organisé du 17 au 27 juin à Strasbourg et à Valence, en Espagne.
En avril 2022, la fédération française annonce qu’elle est sélectionnée avec Amel Dahra pour participer à la Coupe du monde féminine U17 qui se déroulera du 9 au 17 juillet 2022 à Debrecen en Hongrie. 